# Sangue sul fiume
Sangue sul fiume (Powder River) è un film del 1953 diretto da Louis King.
È un film western statunitense con Rory Calhoun, Corinne Calvet e Cameron Mitchell. È basato sul romanzo del 1931 Wyatt Earp, Frontier Marshal di Stuart N. Lake (originariamente pubblicato in quattro parti sul The Saturday Evening).

## Produzione
Il film, diretto da Louis King su una sceneggiatura di Sam Hellman, Stuart N. Lake e Daniel Mainwaring, fu prodotto da André Hakim per la Twentieth Century Fox e girato, tra le altre location, anche nel Glacier National Park, nel Montana, dal 18 aprile 1950. I nomi dei personaggi del romanzo (che racconta di Wyatt Earp) furono cambiati nella trasposizione cinematografica. Il romanzo era già stato utilizzato per altri adattamenti cinematografici precedenti: Amore alla frontiera (1934), Gli indomabili (1939), Tombstone: The Town Too Tough to Die (1942) e Sfida infernale (1946).

## Distribuzione
Il film fu distribuito con il titolo Powder River negli Stati Uniti dall'8 giugno 1953 al cinema dalla Twentieth Century Fox.
Altre distribuzioni:
- in Svezia il 12 ottobre 1953 (Hämndens ryttare)
- in Germania Ovest il 13 novembre 1953 (Der neue Sheriff)
- in Danimarca il 1º febbraio 1954 (Hævnens ryttere)
- in Austria nel marzo del 1954 (Der neue Sheriff)
- in Portogallo il 29 marzo 1954 (Sangue no Rio)
- in Finlandia il 7 maggio 1954 (Verta joella)
- in Turchia nel dicembre del 1955 (Kanli nehir)
- in Grecia (Aima sto potami)
- in Belgio (De kroeg der weerwraak e Le bar de la vengeance)
- in Cile (Honor sin fronteras)
- in Brasile (Honra Sem Fronteiras)
- in Francia (La rivière de la poudre)
- in Spagna (Río de pólvora)
- in Italia (Sangue sul fiume)

## Critica
Secondo il Morandini il film è un "western Fox di serie B a livello di invenzioni" che però è caratterizzato dalla sceneggiatura "spiritosa" e da una suspense generale. Morandini segnala inoltre l'interpretazione dei vari caratteristi che fanno da spalla al protagonista.